# Langues kordofaniennes

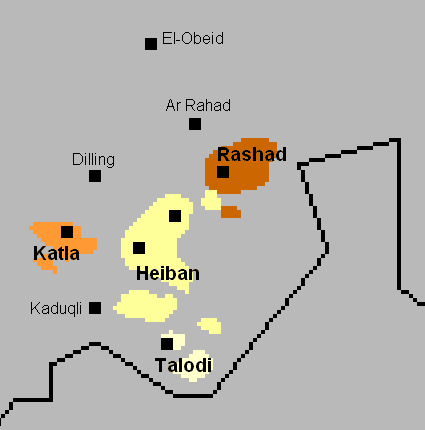
Carte des trois groupes de langues katla, rachade et talodi heiban, qui montrent des liens entre eux, sans doute acquis, à la différence des langues kadougliennes.

Les langues kordofaniennes sont un regroupement géographique de cinq groupes de langues parlées situés dans la région de Kordofan au Soudan : les langues katla, rashad, lafofa, talodi-heiban et kadougliennes. Ce regroupement n'est que géographique et pas génétique. Les quatre premiers groupes seraient des branches de la famille des langues nigéro-congolaises, tandis que le groupe kadouglien est une branche de la famille de langues nilo-sahariennes.
Les langues kordofaniennes sont les langues résiduelles des populations diverses dites Noubas, agriculteurs qui, fuyant désertification, islam, esclavage et immigrants arabophones réunis en une sorte d'état pirate, le Kordofan, se sont réfugiées au XVIIIe siècle autour des monts Nouba et ont constitué un état qui a perdu son indépendance en 1884, le Tegali.
Les langues kadougliennes n'ont que trois classes nominales, réduites aux trois genres. Les langues katla (julud, kulharong, cakom et tima) n'en ont pas de traces, à la différence des langues talodi-heiban. Quatre des langues rachade (goy, umali, moreb, orig) semblent les avoirs empruntées à celles ci, deux (tingal-kajakja et gom) n'en ayant pas. Les langues latofa en ont aussi mais leurs étymologies n'ont rien de commun.

## Histoire
En 1963, Joseph Greenberg a intégré les langues kordofaniennes à la famille de langues nigéro-congolaises, proposant la famille nigéro-kordofanienne. Il n'a pas été prouvé que les langues kordofaniennes soient plus éloignées que les autres branches de la famille nigéro-congolaise, cependant il n'a pas été prouvé non plus qu'elles constituent une branche valide.
Roger Blench a constaté que les langues talodi et heiban possèdent le système de noms caractéristique du noyau des langues atlantico-congolaises de la famille nigéro-congolaise, mais que les langues katla n'ont aucune trace d'un tel système, tandis que les langues kadougli et certaines langues rashad semblent avoir acquis ce système par contact prolongé plutôt que par héritage. Il a conclu que les langues talodi et haiban appartiennent au noyau de la famille nigéro-congolaise et que les langues katla et rashad forment une branche périphérique comme la branche mandée, et que les langues kadougliennes ne font pas partie des langues nigéro-congolaises.

## Classification
- Langues talodi-heiban
  - ebang
  - ko
  - kwalib
  - laro
  - logol
  - moro
  - shirumba
  - tiro
  - utoro
  - warnang
  - acheron
  - dengebu
  - jomang
  - lumun
  - nding
  - ngile
  - tocho
  - torona
- Langues lafofa
  - amira
  - tegem
- Langues katla
  - kalak
  - domorik
- Langues rashad
  - tagoi
  - tegali
- Langues kadougliennes
  - kanga
  - keiga
  - tulishi
  - krongo
  - tumtum
  - kadougli